# Rebekka Habermas

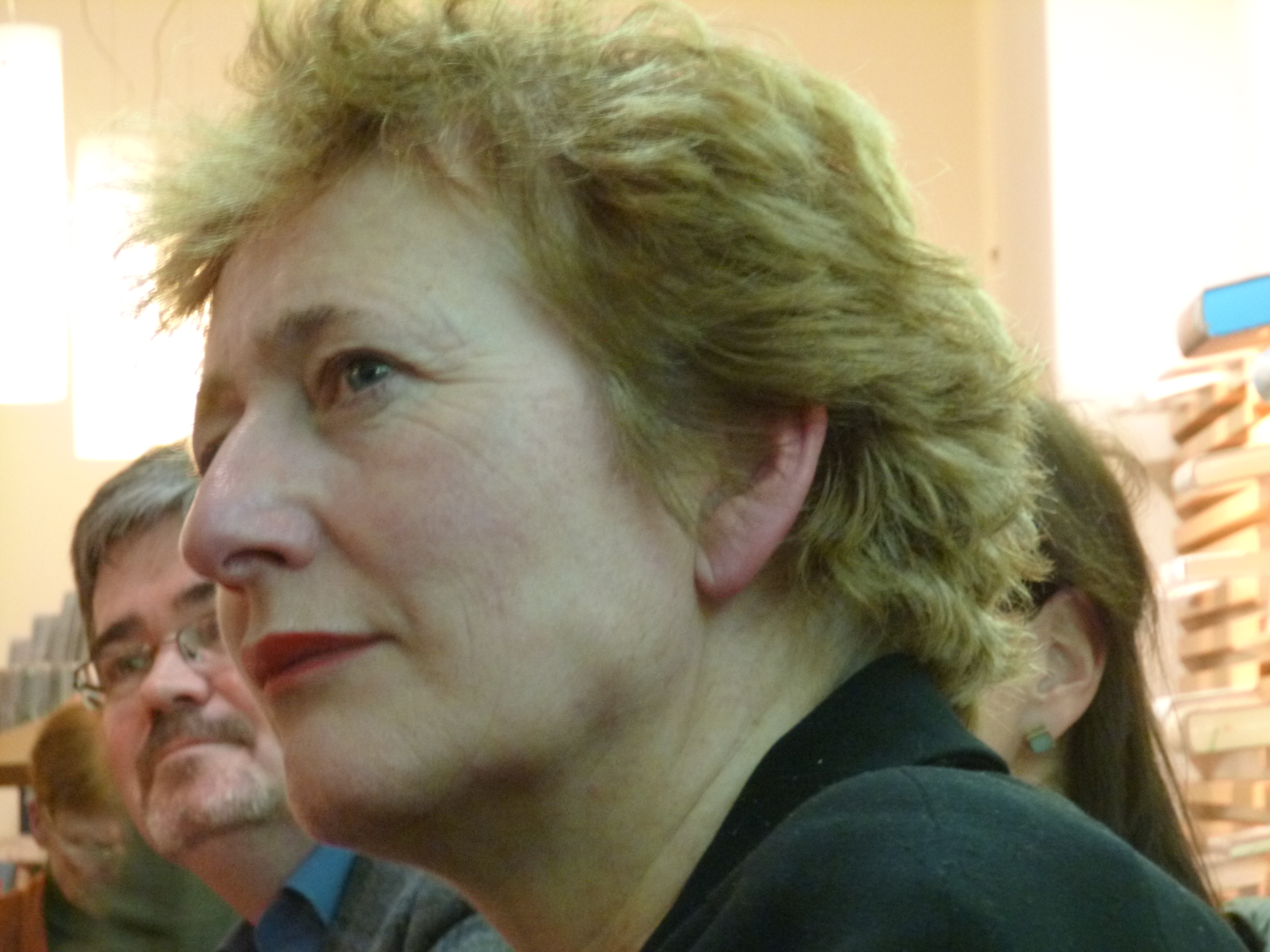
Rebekka Habermas (2014)

Rebekka Habermas (* 3. Juli 1959 in Frankfurt am Main; † 21. Dezember 2023 in Göttingen) war eine deutsche Historikerin.

## Leben und Wirken
Rebekka Habermas war die Tochter des Philosophen und Soziologen Jürgen Habermas. Von 1979 bis 1985 studierte sie Geschichtswissenschaft und Romanistik an den Universitäten Konstanz und Paris. Das Studium schloss sie mit Magister und Staatsexamen ab. Danach absolvierte sie ein Verlagsvolontariat und arbeitete für kurze Zeit als Verlagslektorin. Sie wurde 1990 an der Universität des Saarlandes promoviert und war von 1990 bis 1997 dort sowie am DFG-Sonderforschungsbereich „Sozialgeschichte des neuzeitlichen Bürgertums“ an der Universität Bielefeld als Wissenschaftliche Mitarbeiterin beschäftigt.
Habermas habilitierte sich 1998 an der Fakultät für Geschichtswissenschaft und Philosophie der Universität Bielefeld. Ab dem Sommersemester 2000 hatte sie einen Lehrstuhl für Mittlere und Neuere Geschichte an der Georg-August-Universität Göttingen. Im Jahr 2002 war sie Gastprofessorin an der École des Hautes Études en Sciences Sociales in Paris. Ab 2010 war sie Sprecherin des DFG-Graduiertenkollegs Dynamiken von Raum und Geschlecht. Von Oktober 2013 bis Juli 2014 forschte sie als Richard-von-Weizsäcker-Fellow am St Antony’s College in Oxford. Im Herbst 2016 war Habermas Theodor-Heuss-Professorin an der New School in New York. Ab 2012 war sie ordentliches Mitglied der Academia Europaea.
Habermas war Herausgeberin der Zeitschrift Historische Anthropologie sowie Mitherausgeberin der Reihe Campus Historische Studien, Mitglied mehrerer wissenschaftlicher Arbeitskreise (Historische Anthropologie, Geschlechterdifferenz in europäischen Rechtskulturen, Geschlechterforschung der Georg-August-Universität Göttingen) und im Vorstand des Göttinger Zentrums für Theorie und Methodik der Kulturwissenschaften (Center of Modern Humanities). Zudem arbeitete sie mit an der Konzeption und Planung der von Wolfgang Benz herausgegebenen Europäischen Geschichte.
Ihre Schwerpunkte waren die Geschichte des Bürgertums, Rechts-, Verwaltungs- und Kriminalitätsgeschichte, Buch- und Lesegeschichte, Religionsgeschichte, Geschlechtergeschichte und Historische Anthropologie.
Habermas starb am 21. Dezember 2023 nach schwerer Krankheit im Alter von 64 Jahren. Sie war mit dem ehemaligen Verlagsleiter Wissenschaft beim Campus-Verlag, Adalbert Hepp (* 1943), verheiratet und hatte eine Tochter.

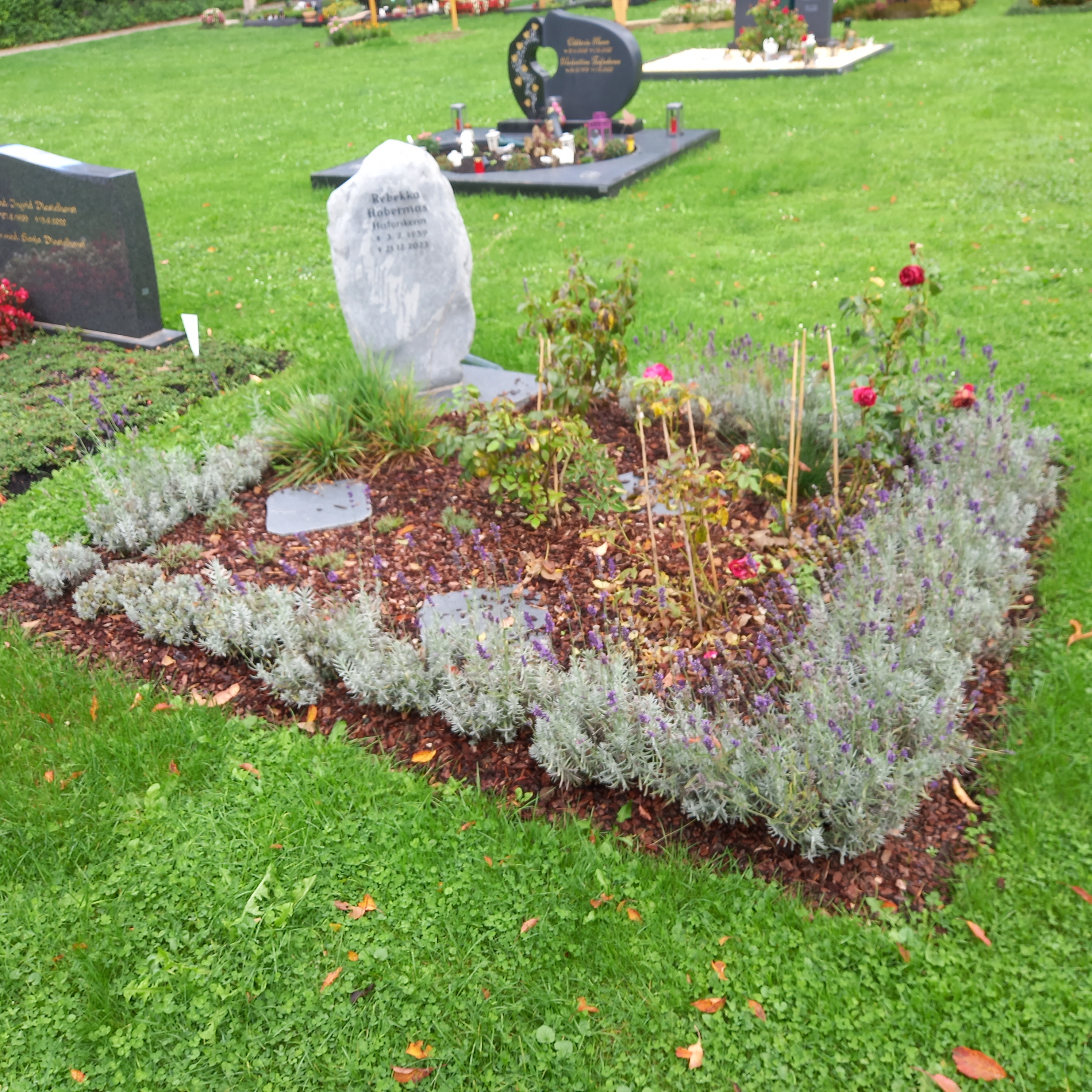
Das Grab von Rebekka Habermas auf dem Parkfriedhof Junkerberg in Göttingen

## Schriften (Auswahl)
- Wallfahrt und Aufruhr. Zur Geschichte des Wunderglaubens in der frühen Neuzeit. Campus Verlag, Frankfurt/Main 1991, ISBN 3-593-34570-6.
- Frauen und Männer des Bürgertums. Eine Familiengeschichte (1750–1850) (= Bürgertum. Band 14). Vandenhoeck & Ruprecht, Göttingen 2000, ISBN 3-525-35679-X.
- Diebe vor Gericht. Die Entstehung der modernen Rechtsordnung im 19. Jahrhundert. Campus Verlag, Frankfurt am Main 2008, ISBN 978-3-593-38774-1.
- Skandal in Togo. Ein Kapitel deutscher Kolonialherrschaft. S. Fischer, Frankfurt am Main 2016, ISBN 978-3-10-397229-0.